# Ishmael Miller
Ishmael Miller (ur. 5 marca 1987 roku w Manchesterze) – brytyjski piłkarz grający na pozycji napastnika. Pierwszym jego klubem w karierze był Manchester City. Zagrał w nim 17 spotkań po czym został wypożyczony do West Bromwich Albion. W styczniu 2008 roku został zakupiony za sumę 900 tysięcy funtów brytyjskich przez ten klub.
14 sierpnia 2011 podpisał trzyletni kontrakt z Nottingham Forest. The Reds zapłacili za piłkarza 1,2 mln funtów.